# 아비 위그더슨

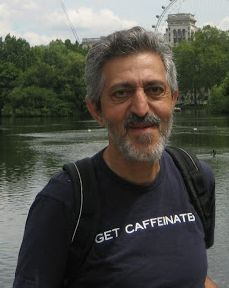

아비 위그더슨(Avi Wigderson, 1956년 9월 9일 ~)은 이스라엘의 컴퓨터 과학자이자 수학자이다. 미국 뉴저지주 프린스턴 고등연구소(Institute for Advanced Study) 수학부의 허버트 H. 마스(Herbert H. Maass) 석좌교수이다. 연구 관심사는 복잡도 이론, 병렬 알고리즘, 그래프 이론, 암호학, 분산 컴퓨팅이다. 위그더슨은 이론 컴퓨터 과학 분야의 업적으로 2021년 아벨상을 수상했다. 또한 계산 이론에서 무작위성을 이해하는 데 기여한 공로로 2023년 튜링상을 수상했다.